# Elena Elesina
Elena Borisovna Elesina (in russo Елена Борисовна Елесина?; Čeljabinsk, 4 aprile 1970) è un'ex altista russa, vincitrice della medaglia d'oro ai Giochi olimpici di Sydney nel 2000.

## Biografia
Alle olimpiadi di Sydney vinse la competizione del salto in alto superando la sudafricana Hestrie Cloete (medaglia d'argento) e la rumena Oana Pantelimon. A 2,03 sbaglia sia Elena che la sua avversaria ma vince grazie ad un errore che la sudafricana aveva commesso in precedenza.
Ai campionati del mondo di atletica leggera 1999 vinse una medaglia d'argento nella stessa disciplina.

## Palmarès
| Anno | Manifestazione               | Sede   | Evento        | Risultato | Prestazione | Note |
| ---- | ---------------------------- | ------ | ------------- | --------- | ----------- | ---- |
| 2000 | Giochi della XXVII Olimpiade | Sydney | Salto in alto | Oro       | 2,01        |      |